# Пуебла-де-Гусман
Пуебла-де-Гусман (ісп. Puebla de Guzmán) — муніципалітет в Іспанії, у складі автономної спільноти Андалусія, у провінції Уельва. Населення — 3114 осіб (2010).

## Географія
Муніципалітет розташований на португальсько-іспанському кордоні.
Муніципалітет розташований на відстані близько 440 км на південний захід від Мадрида, 46 км на північний захід від Уельви.
На території муніципалітету розташовані такі населені пункти: (дані про населення за 2010 рік)
- Лас-Ерреріас: 337 осіб
- Пуебла-де-Гусман: 2777 осіб

## Демографія
Динаміка населення (INE ):

## Галерея зображень

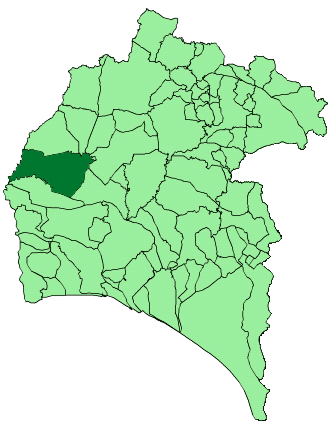
Розташування муніципалітету Пуебла-де-Гусман